# Universidad Regional San Marcos
La Universidad Regional San Marcos (URSM) fue una universidad privada chilena existente entre 2004 y 2011 (7 años) en la ciudad de Concepción, Región del Bío-Bío. Alcanzó a tener entre 1670 y 2000 alumnos. Su rector fue Ricardo Luis Medina Muñoz.
La Universidad no fue acreditada, y lejos de ello, el Ministerio de Educación solicitó su cierre para antes del término del año 2011, debido a sus problemas financieros y administrativos que amenazaban con la calidad de la educación impartida.
El año 2010, en su edificación original se emplazó la sede Concepción de la Universidad Bolivariana de Chile. Actualmente alberga la sede Concepción de la Escuela de Suboficiales de Carabineros de Chile.

## Carreras
La Universidad Regional San Marcos contaba con 9 carreras, ubicadas en su única sede en Concepción:
- Educación Básica
- Kinesiología
- Educación Física y Deportes
- Medicina Veterinaria
- Odontología
- Ingeniería Comercial
- Derecho
- Ciencias Químicas y Biológicas
- Topografía